# Melomys cervinipes
Melomys cervinipes е вид бозайник от семейство Мишкови (Muridae).

## Разпространение
Видът е разпространен в Австралия.